# Проста дівчина
«Проста дівчина» — радянський телефільм-спектакль 1980 року, поставлений режисером А. Бєлінським за однойменною п'єсою Василя Шкваркіна. На телебаченні показувався одного разу в 1981 році, в пострадянській Росії вперше був показаний на каналі «Культура» 26 березня 2012 року. У телефільмі звучить музика 1930-х років.

## Сюжет
Сюжет складається з декількох любовних історій, що паралельно розвиваються. Московський дворик 1936 рік. У родині Павла Івановича і Параски Іванівни Захарових з'являється домробітниця Оля, за якої починає доглядати їх син Коля. За сусідкою Полею доглядає син Сергія Сергійовича — Валентин, за Іриною (яку її мати називає Іраїдою Петрівною) доглядає шофер Мішка Застрєліхін. А Ірина закохана в Єгора Гавриловича, якого вона ніжно називає Джорджі, а він бувши в шлюбі не один раз, одруженням не цікавиться: «… я цієї бражки спробував…». Батьки Колі негативно сприймає його ставлення до Олі. Але проходить слух, що Оля журналістка і збирає матеріали для статті про мешканців будинку. Це змушує батьків Колі й сусідів різко змінити своє ставлення до неї. Всі мешканці будинку стали доброзичливими та почали звертатися до домробітниці не інакше як дорога Ольга Василівна. Але через два тижні подружжя Захарови підслухали розмову Колі та Олі. І всім стало зрозуміло, що вона всього лише проста дівчина. Її попросили покинути будинок. І ось невдача за «простою дівчиною» приїхав її рідний дядько — директор 7-го заводу Бєлоусов Костянтин Миколайович…

## У ролях
- Людмила Дребньова —  Оля
- Євген Лазарев —  Павло Іванович, батько Колі
- Галина Анісімова  Парасковія Іванівна, мати Колі
- Віктор Гордєєв —  Коля
- Андрій Сорокін —  Валентин
- Віра Харибіна —  Поля
- Людмила Гаврилова —  Іра
- Михайло Філіппов —  Єгор Гаврилович
- Тетяна Єгорова —  Анна Михайлівна Самозванцева, мати Іри
- Володимир Горюшин —  Миша Застрєліхін
- Костянтин Михайлов —  Сергій Сергійович, батько Валентина
- Олексій Преснецов —  Бєлоусов Костянтин Миколайович, дядько Олі
- Тетяна Леннікова —  Євдокія Петрівна, сусідка з радіоприймачем
- Валентин Пєчніков —  Андрій Степанович
- Коля Лазарев —  Ігор, сусідський хлопчисько

## Знімальна група
- Автор сценарію:  Василь Шкваркін
- Режисер-постановник: Олександр Бєлінський
- Художник:  Станіслав Морозов
- Асистент режисера: Є. Шмальц
- Ведучий оператор:  Юрій Ісаков
- Оператори: А. Пугачов, М. Урутян
- Музичний редактор: М. Крутоярський
- Звукорежисер: М. Бікментаєва
- Художник по костюмах: Г. Таар
- Художник по світлу: Є. Андрєєв
- Гримери: Т. Бернович, Н. Бульбачова, Т. Харланова